# اوک پارک (کالیفرنیا)
اوک پارک (به انگلیسی: Oak Park) یک منطقهٔ مسکونی در ایالات متحده آمریکا است که در شهرستان ونتورا، کالیفرنیا واقع شده‌است. اوک پارک ۱۳٫۷۰۲ کیلومتر مربع مساحت و ۱۳٬۸۱۱ نفر جمعیت دارد و ۳۳۷ متر بالاتر از سطح دریا واقع شده‌است.